# Oscar Brefeld
Julius Oscar Brefeld (* 19. August 1839 in Telgte; † 12. Januar 1925 in Berlin) war ein deutscher Botaniker und Mykologe. Sein offizielles botanisches Autorenkürzel lautet „Bref.“

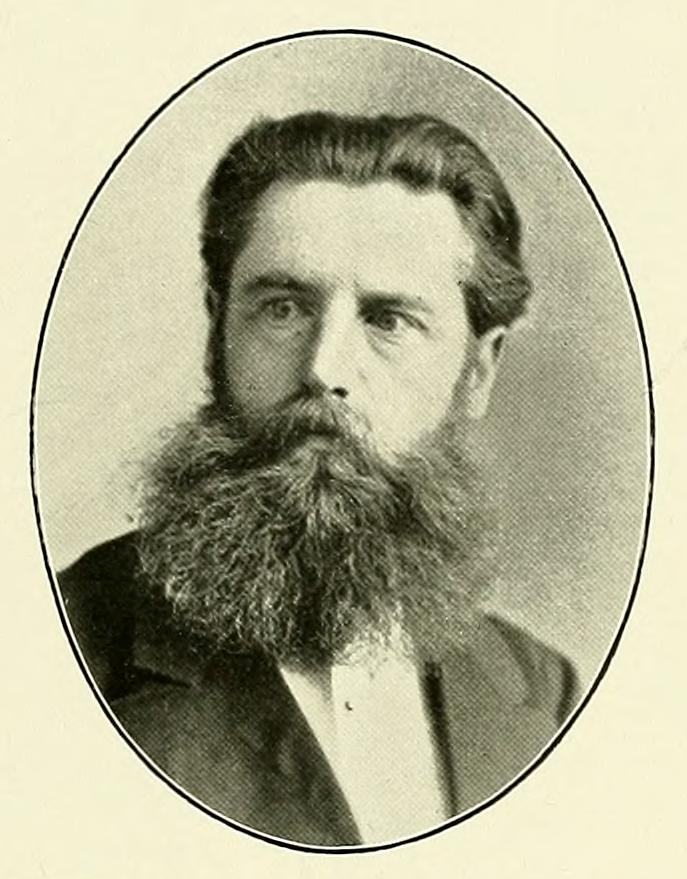
Julius Oscar Brefeld (ca. 1877)

## Leben
Nach seiner Ausbildung zum Apotheker studierte Oscar Brefeld in Berlin und Heidelberg Pharmazie und legte 1863 das pharmazeutische Staatsexamen ab. Er wurde 1868 in Heidelberg mit einem chemischen Thema promoviert und ging als Assistent an die Universität Halle zu Heinrich Anton de Bary, den er zunächst hoch schätzte, später aber in vielen wissenschaftlichen Ansichten nicht mehr akzeptierte.
1873 habilitierte Brefeld in Berlin und wurde 1878 als Dozent für Botanik an die Forstakademie nach Eberswalde berufen. 1882 erhielt er einen Ruf als Ordinarius für Botanik an der Universität Münster und übernahm die Direktion des Botanischen Gartens daselbst. 1898 folgte er an der Universität Breslau Ferdinand Cohn nach und war dort bis 1907 ordentlicher Professor.
1898 erkrankte Brefeld an einem Glaukom, aufgrund dessen er mit den Jahren vollständig erblindete. 1909 zog er sich aus diesem Grund aus dem Universitätsdienst zurück und verbrachte seine letzten Lebensjahre in einer Pflegeanstalt, diktierte in dieser Zeit jedoch noch zahlreiche Veröffentlichungen.
Brefeld gehörte wie Heinrich Anton de Bary zu den Mykologen, die sich im ausgehenden 19. Jahrhundert intensiv mit der Entwicklungsgeschichte und Phylogenie von Pilzen befassten und wesentliche Ansätze für ein phylogenetisches System der Pilze schufen. Im Gegensatz zu de Bary vertrat er die Ansicht, dass höheren Pilzen jegliche Sexualität fehle. Seine Verdienste liegen in der Aufklärung von Entwicklungsstadien im ontogenetischen Zyklus vieler Pilze. So befasste er sich mit Dimorphismus, Fruchtkörperentwicklung und Konidienbildung. Seine Erkenntnisse publizierte er zwischen 1872 und 1912 in einer Buchserie von 15 Folgen.
Brefeld entwickelte ein Einzell-Kulturverfahren durch Isolierung von in Nährmedien ausgekeimten Sporen und legte die Bedingungen für die Gewinnung von Reinkulturen fest (u. a. sterilisiert er die Nährböden!). Bekannt ist sein Satz, dass beim Arbeiten ohne Reinkulturen „nur Unsinn und Penicillium glaucum“ herauskomme. Mit seinen Bemühungen war es Brefeld erstmals möglich, den Entwicklungsgang von Pilzen von der keimenden Spore an zu beobachten.

## Familie
Oscar Brefelds älterer Bruder war der preußische Handelsminister Ludwig Brefeld (1837–1907).

## Schriften
- Botanische Untersuchungen über Schimmelpilze. 3 Bände. Felix, Leipzig 1871–1881. (Digitalisat Band 1), (Band 2), (Band 3)
- (1874) Botanische Untersuchungen über Schimmelpilze: Die Entwicklungsgeschichte von Penicillium – 98 S.
- (1877) Botanische Untersuchungen über Schimmelpilze: Basidiomyceten I – 266 S.
- (1881) Botanische Untersuchungen über Hefenpilze: Die Brandpilze I – 191 S.
- (1883) Botanische Untersuchungen über Hefenpilze. Fortsetzung der Schimmelpilze Heft 5
- (1884–1912) Untersuchungen aus dem Gesammtgebiete der Mykologie – 15 Bände.
- (1888) Untersuchungen aus dem Gesammtgebiete der Mykologie: Basidiomyceten II. Protobasidiomyceten – 178 S.
- (1889) Untersuchungen aus dem Gesammtgebiete der Mykologie: Basidiomyceten III. Autobasidiomyceten und die Begründung des natürlichen Systemes der Pilze – 305 S.
- (1895) Untersuchungen aus dem Gesammtgebiete der Mykologie: Hemibasidii. Brandpilze III – S. 99–236
- (1895) Untersuchungen aus dem Gesammtgebiete der Mykologie: Die Brandpilze II – 98 S.
- (1905) Untersuchungen aus dem Gesammtgebiete der Mykologie: Brandpilze (Hemibasidii) IV – 75 S.
- (1912) Untersuchungen aus dem Gesammtgebiete der Mykologie: Die Brandpilze V – 151 S.

## Von Brefeld beschriebene Gattungen und Arten
Brefeld beschrieb folgende Gattungen:
- Conidiobolus Brefeld: Erreger von Mykosen
- Dictyostelium Brefeld
- Heterobasidion Brefeld
- Oligoporus Brefeld: Saftporling
- Polysphondylium Brefeld: Nacktamöben
- Pyxidiophora Brefeld & von Tavel: Insektenparasitische Schlauchpilze aus der Ordnung der Laboulbeniales

Daneben beschrieb er unter anderem folgende Arten:
- Dictyostelium mucoroides Brefeld: Nacktamöbe, wird auch den Schleimpilzen zugeordnet.
- Heterobasidion annosum (Fries) Brefeld: Ein Porling und als Rotfäulepilz berüchtigter Forstschädling

## Ehrentaxon
Die Schleimpilz-Gattung Brefeldia (Vertreter Brefeldia maxima (Fr.) Rostaf.) aus der Familie der Stemonitaceae ist ihm zu Ehren benannt worden.

## Oscar-Brefeld-Preis
Seit 2004 verleiht die Die Deutsche Gesellschaft für Mykologie e. V. alle 2 Jahre den mit 1.500 € (Stand 2014) dotierten Oscar-Brefeld-Preis.